# دين هيل
دين هيل (بالإنجليزية: Dean Hill)‏ هو لاعب اللاكروس أمريكي، ولد في 26 أكتوبر 1984 في سكاربورو، تورنتو في كندا.